# Hans Brentel (Maler)
Johannes „Hans“ Brentel (* 1532 in Lauingen; † 23. Dezember 1614 ebenda) war ein schwäbischer Kartenmaler. Er war der Vater des Malers und Sonnenuhrenschöpfers Georg Brentel des Jüngeren und des Kartenmalers Hans Brentel des Jüngeren sowie ein Bruder von Georg Brentel.

## Leben
Hans Brentel war höchstwahrscheinlich ein Sohn des Lauinger Bürgers Bernhard Brentel, dessen Beruf unbekannt ist. Er heiratete um 1565 eine gewisse Anna, mit der er sieben Kinder hatte. Seit dem gleichen Jahr war er Bürger der Stadt, war tätig als Kartenmaler und zahlte Steuern. Zunächst wechselte er seine Anschrift häufig, da er zur Miete wohnte. Ab 1575 wohnte er dauerhaft in der Sammlungsgasse, wo er ein Haus kaufte. Im Januar 1598 war Hans Brentel zu Besuch bei seinem Bruder Georg in Straßburg, wovon zwei Stammbuchblätter mit allegorischen Darstellungen der Malerei und der Justitia zeugen. Sie wurden am 20. Januar von einem Christoph Christeiner aus Augsburg gefertigt und seinem Freund Johannes Brentel aus Lauingen gewidmet. Über den Besuch selbst ist aber nichts bekannt.
Nachdem seine erste Frau im Alter von 60 Jahren am 10. Juni 1601 verstarb, heiratete Hans Brentel am 28. September des gleichen Jahres Maria, Witwe eines Hans Mäner. Diese Ehe blieb kinderlos. 1609 war Brentel nicht mehr in der Lage, weiter zu arbeiten und am 2. Juni wurde er zusammen mit seiner Ehefrau in die Unterpfründe des Spitals in Lauingen für 129 fl 56 kr aufgenommen. Das Aufnahmegeld stammte offensichtlich aus dem Verkauf seines Hauses in der Sammlungsgasse. In diesem Pflegeheim starb Brentel in dem für damalige Zeiten sehr hohen Alter von 82 Jahren.

## Kinder
Mit der ersten Frau Anna Brentel:
- Rosina (* 14. November 1567 in Lauingen; † 20. Juli 1597 ebenda)
- Barbara (* 19. August 1569 in Lauingen)
- Diana (* 14. November 1573 in Lauingen)
- David (* 3. Juni 1576 in Lauingen)
- Johannes (genannt Hans; * 8. August 1578 in Lauingen; † 1626 ebenda)
- Georg (* 9. Januar 1581 in Lauingen; † 7. November 1634 in Nördlingen)
- Margreth (* 31. Dezember 1583 in Lauingen; † 22. Juli 1597 ebenda)